# Алонже
Алонже (фр. allongè) је став у балету који се обавезно изводи на једној нози, док је тело издужено у хоризонталној линији.